# Виллар-ан-Пон
Виллар-ан-Пон (фр. Villars-en-Pons) — коммуна во Франции, находится в регионе Пуату — Шаранта. Департамент коммуны — Шаранта Приморская. Входит в состав кантона Жемозак. Округ коммуны — Сент.
Код INSEE коммуны — 17469.

## Население
Население коммуны на 2010 год составляло 564 человека.
| 1962 | 1968 | 1975 | 1982 | 1990 | 1999 | 2010 |
| ---- | ---- | ---- | ---- | ---- | ---- | ---- |
| 433  | 451  | 421  | 391  | 387  | 451  | 564  |